# Andrea Paolucci
Andrea Paolucci (Pescara, 23 de novembro de 1986) é um futebolista italiano que atualmente joga na Fiorentina.